# BUS Lier
BUS Lier, afkorting van Basket Uw Sport Lier, was een Belgische basketbalploeg uit Lier.

## Historiek
De club ontstond als onderafdeling van voetbalclub Lierse SK, BCC Lierse genaamd. In 1964 werd de club gekocht door Louis Busschops, een frisdrankfabrikant en fruithandelaar en omgedoopt tot Bus Lier. Bus Fruit was de sponsor, maar vermits sponsornamen destijds nog verboden waren, werd de clubnaam Basket Uw Sport (B.U.S.) Lier.
De club promoveerde vervolgens snel naar eerste klasse en beleefde haar hoogconjunctuur in de periode 1970 en 1975. Onder leiding van de Amerikaanse speler-coach John Lesher en met spelers als Lucien Van Kersschaever, Lee Clark, Jack Verdeyen, Robert Van Herzele, Piet De Belder, Ghilain Van Walle e. a. werd de club tweemaal landskampioen en haalde vijfmaal de finale van de Beker van België, die ze eenmaal wonnen.
Europees werd er in deze periode gespeeld tegen onder andere Yugo Split, Spartak Praag, Olympiakos en Tel Aviv.

## Ploeg
De club was lange tijd gevestigd op het Sionsplein, vervolgens in de Pallieterhal te Lier, later werd uitgeweken naar sporthal De Pollepel te Duffel.

## Palmares
- Belgisch kampioen

winnaar (2x): 1971 en 1972
- Beker van België

winnaar (1x): 1975